# جورج لازينبي
جورج لازينبي (بالإنجليزية: George Lazenby)‏ ولد في مدينة غولبرن بأستراليا في (5 سبتمبر 1939) وهو ممثل وموديل أسترالي خدم الجيش الأسترالي عدة سنين، وقد عرفه الناس عندما قام بلعب دور العميل السري جيمس بوند عام 1969 في فيلم (On Her Majesty's Secret Service) وهو الفيلم الوحيد له في سلسلة أفلام جيمس بوند.حقق الفيلم نجاحا كبيرا في شباك التذاكر وعلقت عليه امال كبيرة لخلافة شون كونري.لكن انسحب من توقيع عقد لأداء دور جيمس بوند ل6مرات أخرى لأسباب شخصية ولعدم أتباعه لبعض البروتوكولات والشروط الواجب اتباعها خارج الاستديوهات.مما جعله عرضة النسيان والتهميش في هذا الجزء من سيرته.
عاد بعدها إلى عمله كعارض ومثل في افلام قليلة.تم إنتاج سنة 2017 فيلم وثائقي (Becoming Bond) يتناول سيرة جورج لازينبي بصورة خيالية.

## روابط خارجية
- جورج لازينبي على موقع IMDb (الإنجليزية)
- جورج لازينبي على موقع الموسوعة البريطانية (الإنجليزية)
- جورج لازينبي على موقع روتن توميتوز (الإنجليزية)
- جورج لازينبي على موقع ألو سيني (الفرنسية)
- جورج لازينبي على موقع ميوزك برينز (الإنجليزية)
- جورج لازينبي على موقع تيرنر كلاسيك موفيز (الإنجليزية)
- جورج لازينبي على موقع أول موفي (الإنجليزية)
- جورج لازينبي على موقع قاعدة بيانات الأفلام السويدية (السويدية)
- جورج لازينبي على موقع إن إن دي بي (الإنجليزية)
- جورج لازينبي على موقع قاعدة بيانات الفيلم (الإنجليزية)